# Figurine greche di terracotta

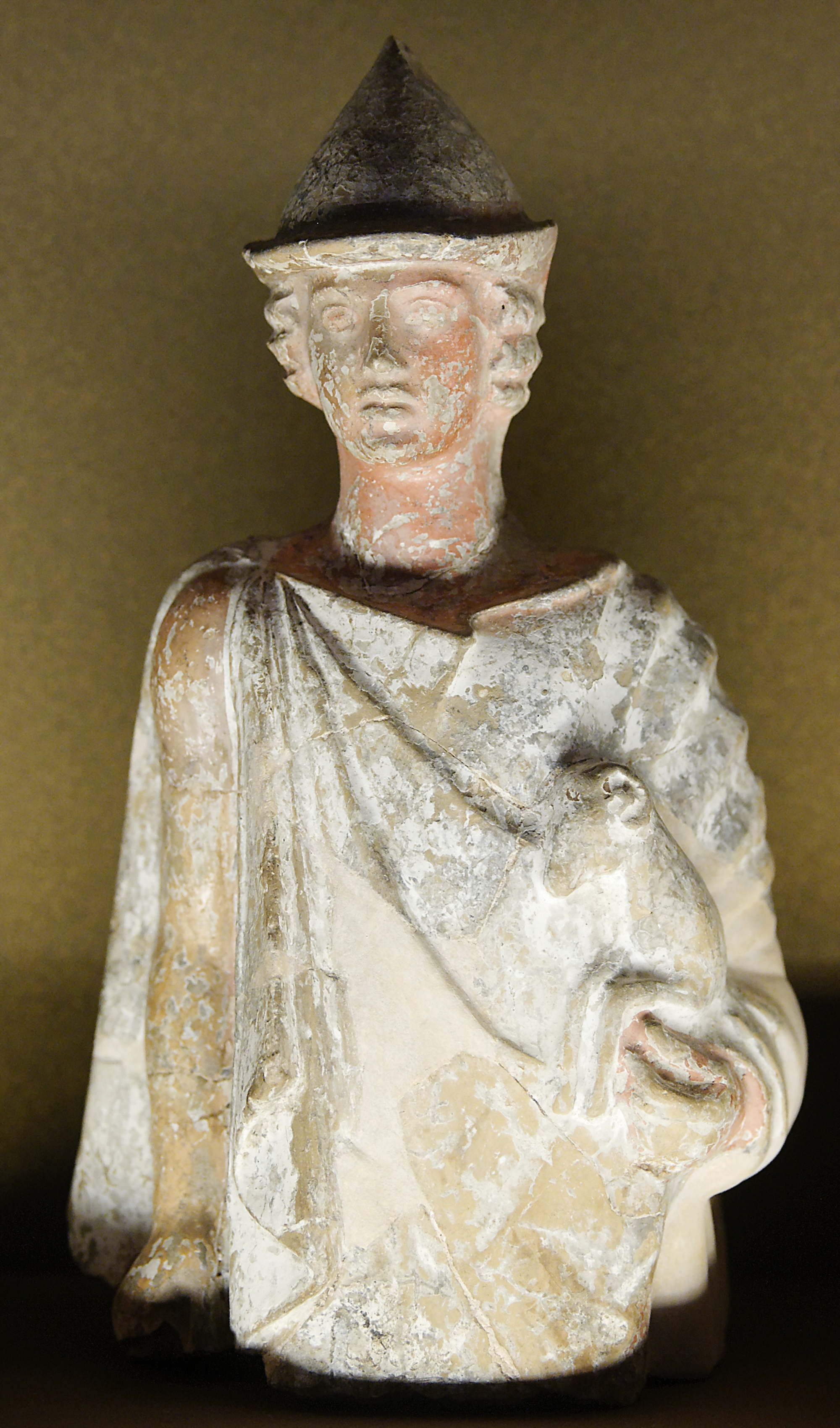
Hermes crioforo (?), figurina di terracotta della Beozia, ca. 450 a.C., Louvre

Le figurine di terracotta sono un genere di espressione artistica e religiosa spesso presente nell'antica Grecia. Queste figurine abbondano e offrono una preziosa testimonianza della vita quotidiana e della religione degli antichi greci.

## Tecniche e manifattura

### Modellazione

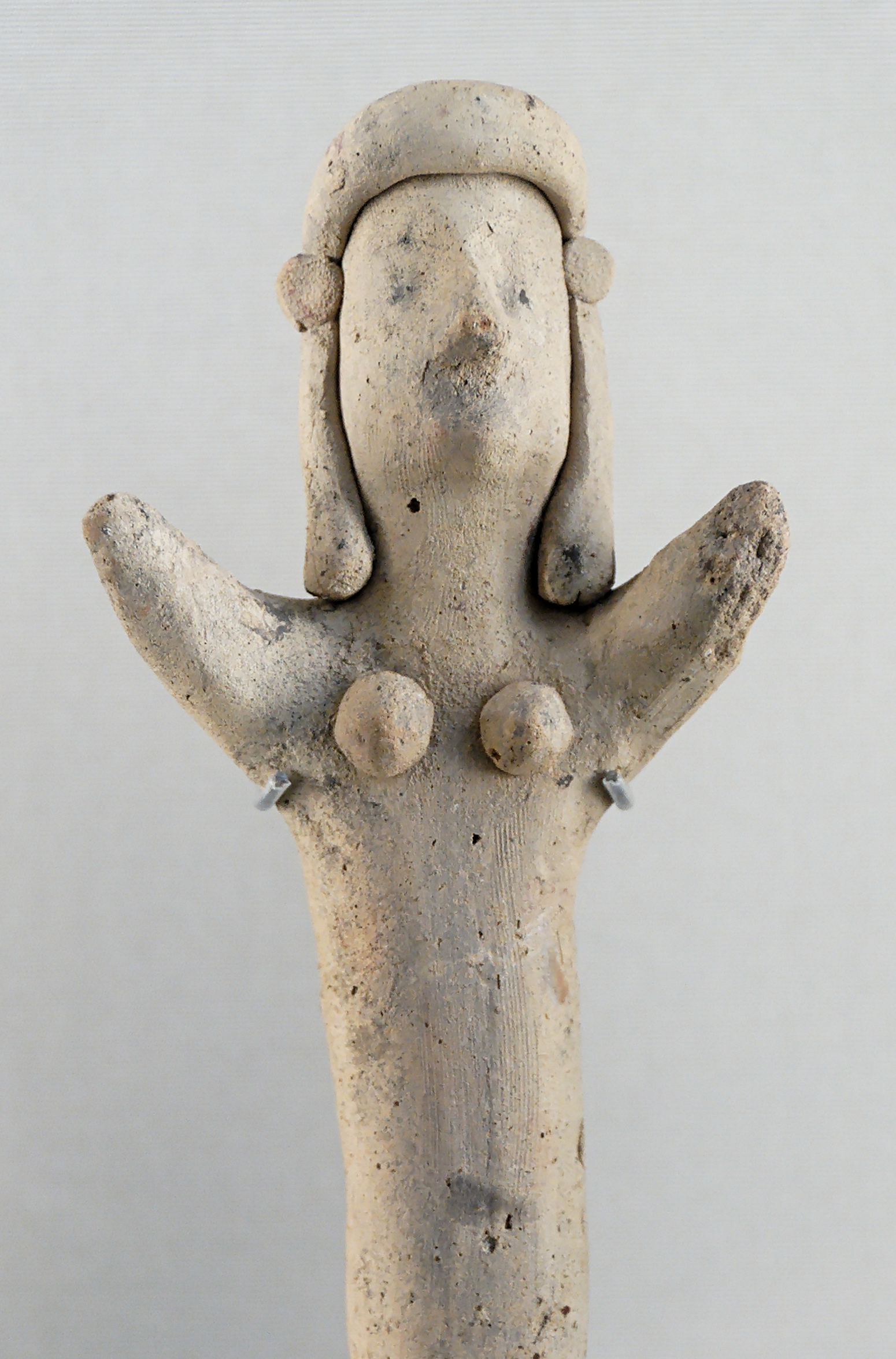
Donna con le braccia alzate, tipica offerta funeraria, Cipro, VII secolo a.C., Louvre

La modellazione è la tecnica più comune e semplice. Veniva utilizzata anche per la realizzazione di bronzi: i prototipi erano fatti di argilla grezza. I pezzi di piccole dimensioni erano lavorati direttamente a mano. Per i modelli più grandi, i coroplasti (in greco antico κοροπλάστες koroplástes, produttori di figurine) premevano le palline di argilla contro una forma in legno.

### Stampaggio

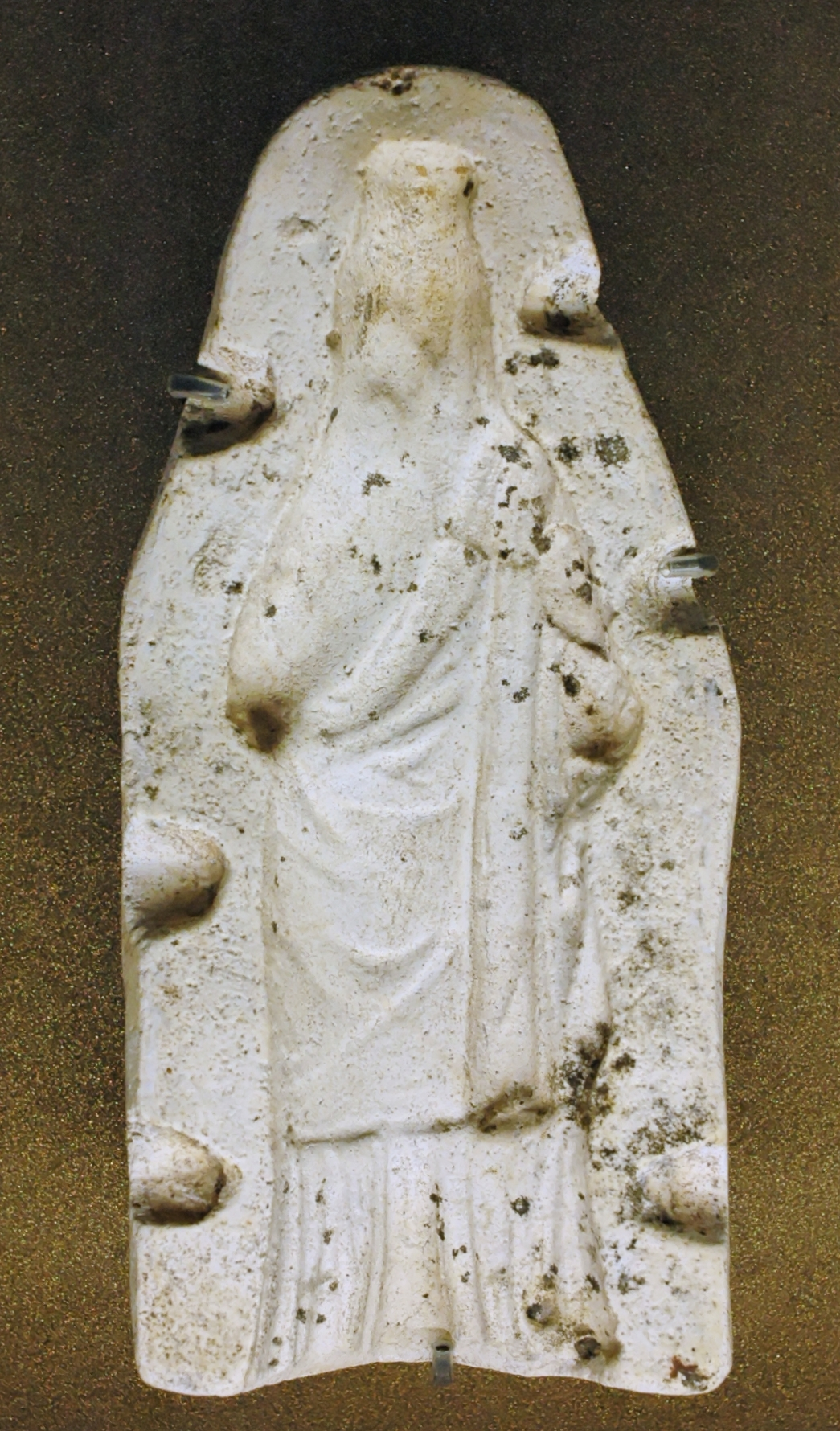
Stampo per il retro di una statuetta di Demetra - Iside, Louvre

Lo stampo era ottenuto mediante l'applicazione di un letto di argilla o gesso sul prototipo. Molto semplici erano gli stampi utilizzati dai Greci del continente fino al IV secolo a.C., che venivano poi semplicemente essiccati. Gli stampi bivalve, realizzati dai greci insulari, su modelli egiziani, richiedevano il taglio per ottenere un dritto e un rovescio, e spesso "delle chiavi" per consentire che le due metà si adattassero meglio. Quando il pezzo era complicato, con proiezioni importanti (braccia, gambe, testa, abbigliamento), l'artigiano poteva realizzare lo stampo in parti più piccole. Il pezzo veniva poi essiccato.
La seconda fase consisteva nell'applicare uno strato di argilla cruda all'interno dello stampo, che poteva essere inciso in anticipo per ottenere effetti di rilievo. Lo spessore dello strato variava a seconda del tipo di oggetto da realizzare. Le facce dello stampo erano unite tra loro, l'oggetto viene poi sformato, e l'artigiano poteva procedere ai miglioramenti finali, tipicamente lisciando la giunzione. L'artigiano creava anche una piccola apertura, un foro di sfiato che permetteva al vapore di fuoriuscire durante la cottura. Lo sfiato poteva essere utilizzato anche per il montaggio, consentendo interventi all'interno del pezzo. Gli arti venivano quindi uniti al corpo mediante incollaggio con barbottina (argilla mescolata con acqua), o inseriti nel corpo.

### Finitura e completamento
Il pezzo veniva poi cotto in forno, ad una temperatura compresa fra 600 e 800 °C. Il forno utilizzato è lo stesso utilizzato per la cottura dei vasi. Una volta che la statuetta era pronta, poteva essere ricoperta con uno strato ceramico. Questo strato veniva a volte ricotto a bassa temperatura. In principio, la gamma dei colori disponibili era piuttosto ridotta: rosso, giallo, nero e blu. Dall'epoca ellenistica in poi si aggiunsero l'arancione, il rosa malva e il verde ai primi colori. I pigmenti erano coloranti minerali naturali: ocra per il giallo e il rosso, carbone per il nero, malachite per il verde, etc.

## Funzioni religiose

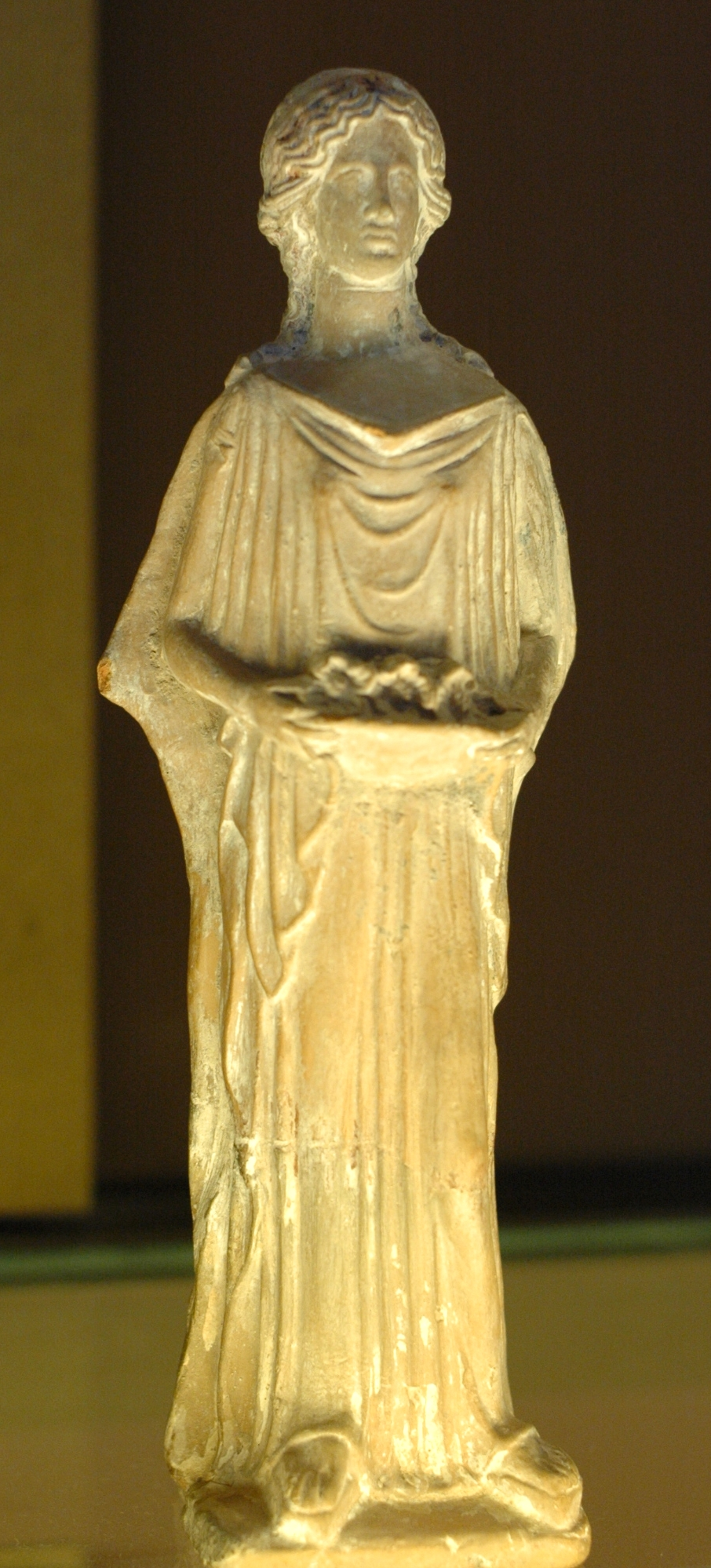
Donna che porta offerte, figurina arcaica del Peloponneso, Louvre

Grazie al loro basso costo, le figurine erano offerte religiose perfette. Questo, infatti, era il loro scopo primario, in quanto l'aspetto decorativo venne solo più tardi. Questo spiega il motivo per cui i templi greci ospitano abbondanti quantità di ex voto o figurine funerarie, poiché non c'è quasi nessun documento scritto su questo argomento.
Queste figurine possono presentare problemi di identificazione. Certo, gli attributi consentono di riconoscere un particolare dio in modo indiscutibile, come ad esempio l'arco per Artemide. Inoltre, alcuni tipi di statuine corrispondono ad una forma precisa di culto legata ad una divinità specifica. A volte, tuttavia, "gli dei in visita" complicano le cose: sono figurine dedicate a un dio che non è di quel santuario. Inoltre, la grande maggioranza delle figurine rappresentano semplicemente una donna in posizione verticale, senza attributi. Queste ultime statuette sono disponibili in tutti i santuari, indipendentemente dalla divinità.
Il dono di figurine accompagnava ogni momento della vita. Durante la gravidanza, le future mamme avevano cura di offrire una figurina di Ilizia, dea del parto: la statuetta rappresentava una donna accovacciata, in pieno lavoro, secondo la pratica orientale. Alcune statuette avevano una piccola cavità destinata a ricevere figurine più piccole, rappresentante dai loro bambini. Durante la prima infanzia, si davano figurine di bambini accovacciati, una rappresentazione di origine orientale arrivata in Grecia via Rodi e Cipro. I cosiddetti "ragazzi del tempio" sembravano proteggere i bambini. Rappresentazioni simili si trovano anche nelle tombe. Queste figurine sono di dimensioni variabili, forse per indicare l'età del bambino morto. In effetti, l'abitudine è quella di seppellire i morti accompagnati da oggetti d'uso quotidiano: gioielli, pettini, statuine per le donne; armi per gli uomini; figurine e giocattoli per i bambini. Le figurine venivano spesso rotte volontariamente prima di essere immesse nella tomba.
Le figurine di terracotta venivano spesso acquistate all'ingresso del santuario. Erano le offerte della gente comune, che non poteva permettersi di dedicare oggetti di maggior valore. Esse venivano utilizzate anche per sostituire le offerte in natura, come animali o alimenti. Venivano collocate sui banchi dei templi o vicino alla statua di culto. Inoltre venivano depositati in luoghi di culto all'aperto: Socrate riconobbe una fonte sacra vedendo figurine sul terreno (Fedro 230 a.C.). Le figurine erano anche utilizzate per chiedere una grazia a un dio, ma anche per ringraziarlo dopo averla ottenuta. Quando le figurine erano troppo numerose in un tempio, venivano gettate in una "discarica sacra". In questo caso, venivano spesso rotte per evitare il recupero.

## Funzioni ludiche e decorative

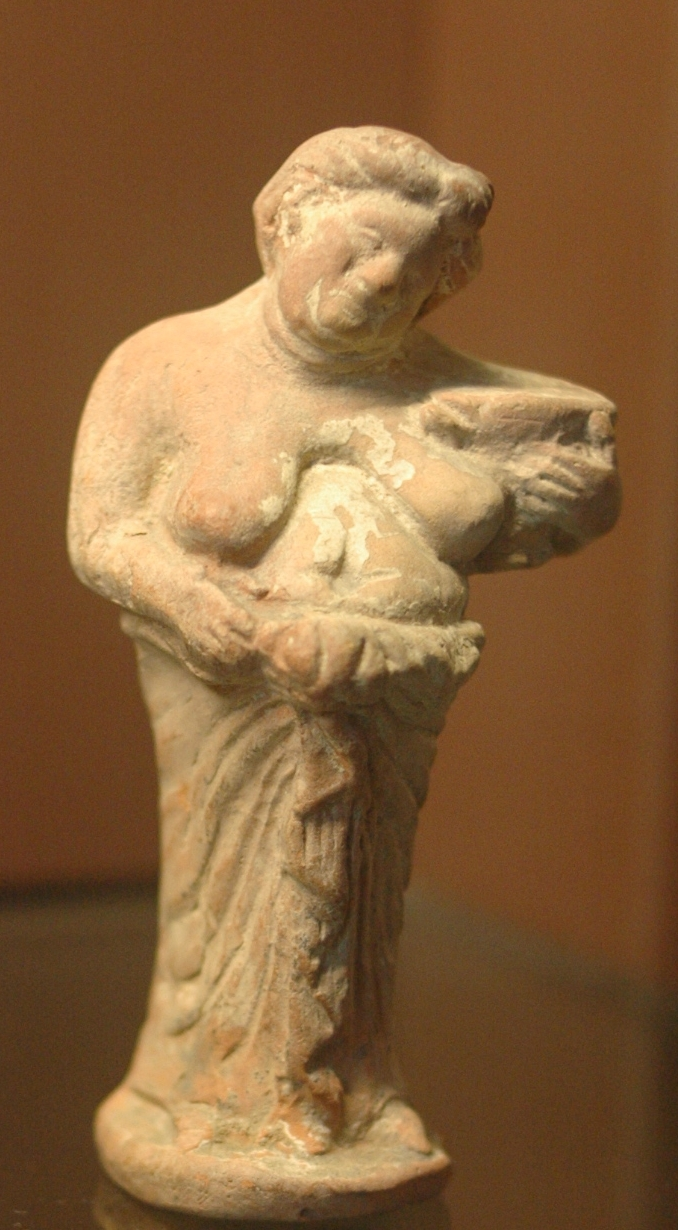
Figurina grottesca: 350–300 a.C., Louvre

Dal IV secolo a.C., le figurine acquistarono una funzione decorativa. Così, rappresentavano personaggi teatrali, come racconta Giulio Polluce nel suo Onomasticon (II secolo): lo schiavo, il contadino, l'infermiera, la donna grassa, il satiro dal dramma satiresco e altre. Le caratteristiche sono fortemente caricaturali e distorte. In epoca ellenistica, le figurine diventano grottesche: esseri deformi con le teste sproporzionate, seno cadente o pance prominenti, gobbi e uomini calvi. Le figure grottesche sono una specialità della città di Smirne, anche se venivano prodotte ovunque nel mondo greco, per esempio a Tarso o Alessandria.
Infine, la terracotta veniva spesso usata per la fabbricazione di bambole e giocattoli per i bambini. Così, troviamo figurine articolate o piccoli cavalli, facile da manipolare con le mani piccole. A volte, la natura di una figurina era difficile da determinare, come le curiose campane-idolo dalla Beozia, che apparvero alla fine dell'VIII secolo a.C. Esse erano dotate di un lungo collo e un corpo sproporzionato, cilindrico tornito. Le braccia erano atrofizzate e le gambe mobili. Infine, la testa era forata per consentire di appenderle. Non è chiaro se fossero giocattoli o offerte votive.